# Pseudosedum karatavicum
Pseudosedum karatavicum är en fetbladsväxtart som beskrevs av A. Boriss.. Pseudosedum karatavicum ingår i släktet Pseudosedum och familjen fetbladsväxter. Inga underarter finns listade i Catalogue of Life.